# Anzüglich verführt
Anzüglich verführt (japanisch スーツに性癖 Suits ni Seiheki) ist eine Manga-Serie von Shin Kawamaru, die seit 2020 in Japan erscheint. Die erotische Komödie wurde unter anderem ins Deutsche übersetzt.

## Inhalt
Mit 21 Jahren arbeitet Sakuramori Miu als Angestellte und verbringt ihre Zeit sonst am Liebsten mit Sex. Auch im Büro malt sie sich erotische Abenteuer aus. Miu hat es auf ihren Chef Shiro Takeda abgesehen und als sich die Gelegenheit ergibt und er ihr einen Gefallen schuldet, traut sie sich und fragt ihn frei heraus. Zu ihrer Überraschung sagt er zu, dass die beiden die 48 Stellungen in ihrem japanischen Kamasutra-Buch durchprobieren. Das geht jedoch nicht so einfach, wie Miu es sich vorgestellt hat. Auch Shiro hat seine Probleme und geht wieder auf Distanz. Und während Miu das alles eigentlich ohne Gefühle durchziehen wollte, kommen sich die beiden doch langsam näher.

## Veröffentlichung
Der Manga erscheint seit April 2020 im Magazin Deluxe Betsucomi beim Verlag Shōgakukan. Dieser bringt die Kapitel auch gesammelt in bisher zehn Bänden heraus. Eine deutsche Fassung erscheint seit Oktober 2024 beim Verlag Crunchyroll in bisher sechs Bänden (Stand August 2025). Die Übersetzung stammt von Jan-Christoph Müller. Auf Englisch erscheint die Serie bei Seven Seas Entertainment als A Suitable Fetish.